# Mamonas

Mamonas este un oraș în Minas Gerais (MG), Brazilia.